# Teuchophorus cristulatus
Teuchophorus cristulatus is een vliegensoort uit de familie van de slankpootvliegen (Dolichopodidae). De wetenschappelijke naam van de soort is voor het eerst geldig gepubliceerd in 1992 door Meuffels & Grootaert.